# Vurtense Molen
De Vurtense Molen is een watermolen op de Zwarte Beek, gelegen ten westen van Koersel, aan Molendijk 103. Ze lag op 200 m stroomafwaarts van de Stalse Molen.
De molen werd vóór 1800 opgericht als onderslagmolen en fungeerde als korenmolen. Het binnen- en buitenwerk, inclusief het schoepenrad, zijn verdwenen. Het molengebouw, uitgevoerd in vakwerk, bleef behouden.
- Inventaris van het Bouwkundig Erfgoed (Vlaanderen): 21438